# Golpe de Estado no Níger em 1996
O golpe de Estado no Níger em 1996 foi um golpe militar que ocorreu em 27 de janeiro de 1996, em Niamey, Níger. Este, derrubou o primeiro presidente democraticamente eleito do Níger, Mahamane Ousmane, depois de quase três anos no poder e instalou o General Ibrahim Baré Maïnassara como chefe de Estado. O primeiro-ministro Hama Amadou foi preso no golpe e vários soldados e membros da guarda presidencial foram mortos nos combates. 

## Consequências
Maïnassara permaneceu no poder após o golpe até janeiro de 1999, quando o seu regime foi derrubado no golpe de Estado no Níger em 1999.